# Бойнуэгри Мехмед-паша
Бойнуэгри́ Мехме́д-паша́ (тур. Boynueğri Mehmed Paşa), также Бойнуяралы́ Мехме́д-паша́ (тур. Boynuyaralı Mehmed Paşa) и Дура́к Мехме́д-паша́ (тур. Durak Mehmed Paşa; ок. 1576, Джаник — 30 января 1666, Стамбул) — османский государственный деятель, занимавший различные посты в правление султанов Мурада IV, Ибрагима I и Мехмеда VI; великий визирь империи с апреля/мая по 14/15 сентября 1656 года. Бойнуэгри стал последним великим визирем периода султаната женщин, сменившегося эпохой Кёпрюлю.

## Биография

### Происхождение
Мехмед-паша был родом из Джаника и, поскольку он умер в возрасте более 90 лет, родиться паша должен был приблизительно в 1576 году. Турецкий историк Исмаил Хами Данишменд писал, что Мехмед-паша был туркменом. О ранней жизни Мехмеда-паши данных нет.

### Государственная и военная служба
Известно, что в молодости он поступил на службу к губернатору Диярбакыра Демирказык Халилю-паше и стал его кетхюдой. Мехмед-паша участвовал в восточных походах султана Мурада IV, в том числе участвовал в осаде Багдада в 1638 году, и был несколько раз ранен; свои прозвища Бойнуэгри и Бойнуяралы Мехмед-паша получил благодаря ранению в шею отравленной стрелой. После смерти Халиля-паши Бойнуэгри стал кетхюдой Мусахиба Силахдара Мустафы-паши, затем возглавлял управление торговли и сельского хозяйства и занимал пост чавушбаши.
В правление султанов Мурада IV и Ибрагима I Мехмед-паша последовательно занимал должности санджакбея Кастамону, губернатора Халеба (1642) и Дамаска (1643—1644). В 1648 году был назначен бейлербеем Анатолии и, пребывая в этой должности, подавил восстания Ипшира-паши, Абаза Хасана-аги и Топаль Мехмеда-паши. В этот период имя Бойнуэгри фигурировало в некоторых расследованиях деятельности чиновников, он даже был вызван в Стамбул, однако по совету Кёпрюлю Мехмеда-паши он попросил защиты у матери малолетнего султана Мехмеда VI валиде Турхан-султан и был прощён.
В 1650 году Мехмед-паша стал одним из визирей дивана, позднее возглавлял гарнизоны Каниже и Диярбакыра и во второй раз получил должность вали Дамаска. К этому моменту Бойнуэгри уже было около восьмидесяти лет.

### Великий визирь
В мае 1656 года (по другим данным 26 апреля) Бойнуэгри по рекомендации шейх-уль-ислама Ходжазаде Месуда-эфенди был назначен на высочайший пост государства — пост великого визиря.
В это же время венецианский флот заблокировал пролив Чанаккале и захватил острова Тенедос, Лемнос и Самофракия; закрытие пролива венецианцами привело к тому, что в Стамбуле резко выросли цены на продукты питания и другие товары. Однако, вместо того, чтобы предпринять какие-либо действия против Венеции, Мехмед-паша занялся назначением своих людей на ключевые посты государства: так, назначив одного из своих близких людей Сачбагы Мехмед-пашу главным казначеем, Бойнуэгри отвернулся от Ходжазаде Месуда-эфенди и Кадызаделилер, которые сделали его великим визирем. Главным действием Бойнуэгри против венецианской угрозы стал приказ побелить приморские стены Стамбула, чтобы они выглядели прочными и ухоженными на случай, если вражеский флот переправится через Чанаккале и подойдёт к столице. Кроме того, он приказал снести дома у защитных укреплений между Ахыркапы и Едикуле, что привело к тому, что некоторые жители Стамбула продавали свои дома и уезжали в Анатолию.
В то время как участники Кадызаделилер жаловались на взяточничество и жестокость Мехмеда-паши, Месуд-эфенди обратился к валиде-султан с заявлением о необходимости снять Бонуэгри с его поста. Однако вскоре Месуд-эфенди стал организатором заговора против султана Мехмеда VI, которого планировал заменить шехзаде Сулейманом, был сослан в Бурсу и там казнён; таким образом, Бойнуэгри был избавлен от влиятельного противника. Пока в Стамбуле происходили эти события, ситуация с войной с Венецией приобрела скверный характер, в то время как великий визирь был неспособен что-либо предпринять и был замешан в делах о взяточничестве и коррупции.
14 или 15 сентября 1656 года, пробыв в должности 4 месяца и 19 дней, Мехмед-паша был отстранён от должности великого визиря и заменён Кёпрюлю Мехмедом-пашой, поскольку не смог вовремя подготовить армию и флот к походу; это назначение ознаменовало конец султаната женщин и начало эпохи Кёпрюлю. Согласно описанию в Tarih-i Gılmani, Мехмед-паша был снят с поста за то, что затребовал у султана и его матери 20 тысяч акче золотом за выход в поход.

### Последние годы и смерть
После смещения с поста великого визиря Мехмед-паша некоторое время находился в заключении в тюрьме Едикуле, затем был сослан в Малкару, но позже ему разрешили вернуться в Стамбул. Он прожил ещё около десяти лет в своём особняке недалеко от завие Шах-султан в Эюпе и умер 30 января 1666 года. По некоторым данным, уже после высылки в Малкару Бойнуэгри последовательно занимал должности губернаторов Айдына и Каниже.
Могила Бойнуэгри Мехмеда-паши, по разным данным, располагалась в Эюпе или же, что более вероятно, на кладбище мечети Атик Али-паши в Диванйолу.

## Личная жизнь
Мехмед-паша имел недвижимость и благотворительные фонды в Халебе.
Во время пребывания в Диярбакыре Бойнуэгри женился и в этом браке у него родился сын Али-бей (умер в 1688/1689), который получил лакаб Визирьзаде́.